# Justin Bieber: Never Say Never
Justin Bieber: Never Say Never – amerykański film dokumentalny z 2011 roku opowiadający historię i karierę Justina Biebera – kanadyjskiego piosenkarza popowego. Film wykonany w technice trójwymiarowej.

## Opis filmu
Film dokumentalny przedstawia historię i karierę kanadyjskiego piosenkarza popowego – Justina Biebera, niegdyś ulicznego performera w małym miasteczku oraz znanego teraz na całym świecie młodego idola nastolatek.

## Obsada
- Justin Bieber
- Usher
- Miley Cyrus
- Jaden Smith
- Sean Kingston
- Snoop Dogg
- Ludacris
- Boyz II Men